# Eurocopter Fennec
Eurocopter AS 550 Fennec a AS 555 Fennec 2 jsou lehké víceúčelové vojenské vrtulníky, vyráběné společností Eurocopter Group. Jejich koncepce vychází z dalšího vývoje modelů AS 350 Ecureuil a AS 355 Ecureuil 2. Mezi hlavní uživatele patří Francie, Dánsko, Malajsie, Argentina, Brazílie, Mexiko a další.

## Verze

### Jednomotorové
- AS 350 L1/L2 Ecureuil - oficiální vojenská verze
- AS 550 C2 Fennec - ozbrojená verze, založená na AS 350 B2
- AS 550 U2 Fennec - neozbrojená verze, založená na AS 350 B2
- AS 550 C3 Fennec - ozbrojená verze, založená na AS 350 B3

### Dvoumotorové
- AS 355 M/M2 Ecureuil 2 - oficiální vojenské verze AS 355 F
- AS 555 AF Fennec 2 - ozbrojená verze, založená na AS 355 N
- AS 555 AN Fennec 2 - ozbrojená vojenská verze, vybavená 20mm kanonem M621
- AS 555 AR Fennec 2 - vyzbrojená kanonem a raketami
- AS 555 MN, MR Fennec 2 - neozbrojené námořní verze
- AS 555 SN, SR Fennec 2 - ozbrojené námořní verze
- AS 555 UN, UR Fennec 2 - cvičné a užitkové verze
- AS 555 SP Fennec 2 - námořní verze AS 355 NP

## Uživatelé

### Vojenští
- Argentina
  - Argentinské námořní letectvo
- Brazílie
  - Brazilská armáda
  - Brazilské letectvo
  - Brazilské námořnictvo (námořní letectvo)
- Dánsko
  - Dánské královské letectvo

- Ekvádor
  - Ekvádorská armáda
- Francie
  - Francouzská armáda (ALAT)
  - Francouzské letectvo
- Indonésie
  - Indonéská armáda
- Katar
  - Katarské letectvo
- Keňa
  - Keňské letectvo
- Kolumbie
  - Kolumbijské námořnictvo
- Malajsie
  - Malajsijské královské námořnictvo
- Mexiko
  - Mexické námořnictvo
- Pákistán
  - Pákistánské vojskové letetcvo
- Tanzanie
  - Tanzanské letectvo
- Thajsko
  - Královská thajská armáda

## Specifikace (AS 550 C3)

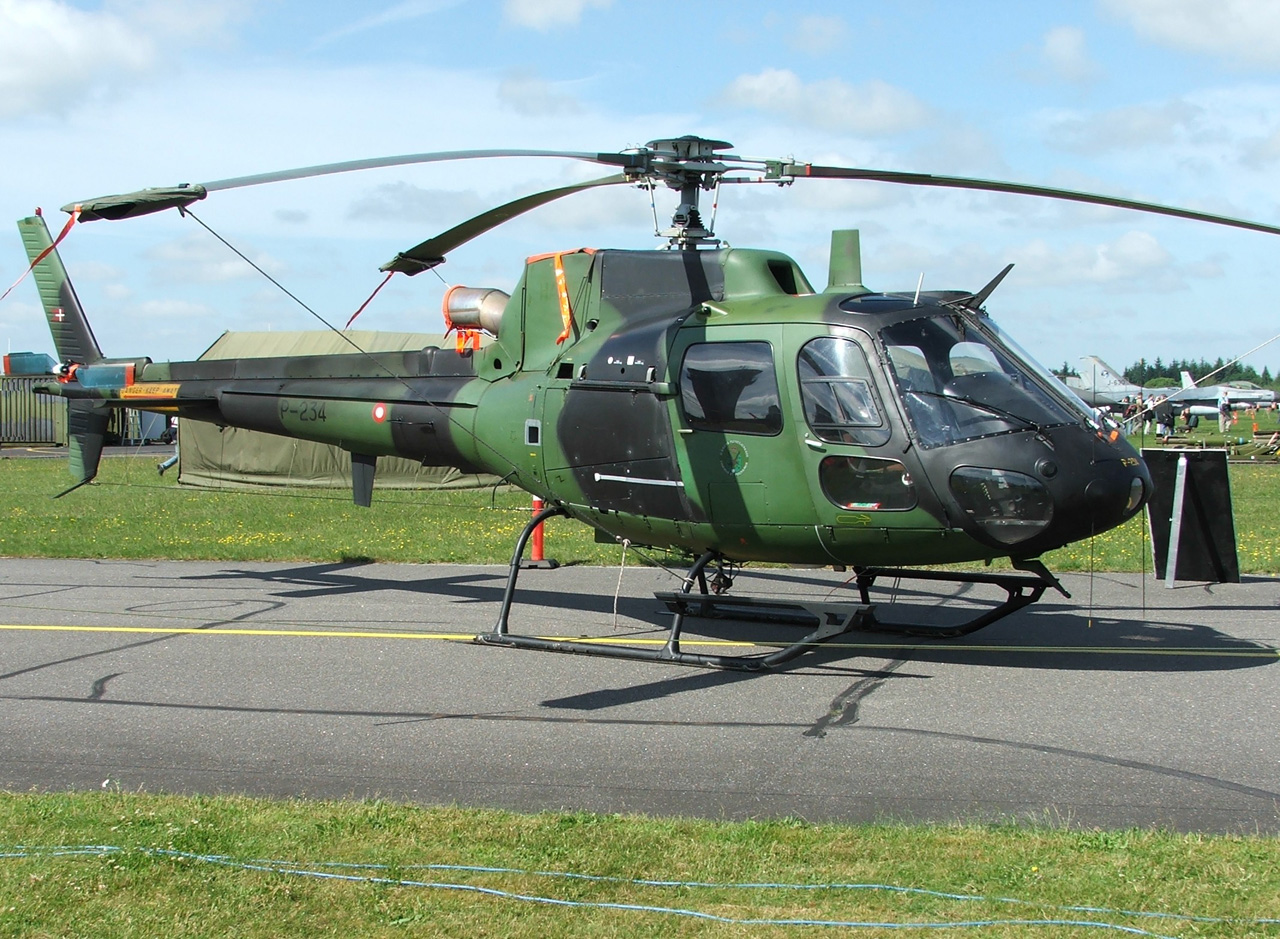
AS 550 C2 Fennec dánské armády

### Technické údaje
- Osádka: 1–2
- Průměr rotoru:  10,69 m
- Délka: 12,94 m
- Výška: 3,24 m
- Hmotnost prázdného stroje: 1 241 kg
- Maximální vzletová hmotnost:  2 250 kg
- Pohonná jednotka: 1 x turbohřídelový motor Turbomeca Arriel 2B (2B1)
- Výkon pohonné jednotky: 632 kW / 847 koní

### Výkony
- Maximální rychlost: 259 km/h
- Dolet: 328 km